# Thập đẳng (cờ vây)
Judan (十段 (Thập đẳng)) là một giải thi đấu cờ vây, và là một trong bảy danh hiệu quan trọng nhất trong giới cờ vây chuyên nghiệp Nhật Bản.

## Lịch sử
Giải đấu danh hiệu Thập đẳng được cả Viện cờ vây Nhật Bản và Viện cờ vây Kansai sử dụng làm tên trong giải đấu của mình, được khai sinh bởi tạp chí Sankei Shimbun vào năm 1962.
Cách thức tổ chức giải đấu có phần tương tự các giải thi đấu chính khác ở Nhật Bản. Có một vòng đấu loại để xác định kỳ thủ tranh danh hiệu, sự khác biệt là ở vòng thi đấu loại này, thay vì theo thể loại trực tiếp thì áp dụng một vòng đấu loại hai đợt. Khi tiến hành giải đấu đợt một, các kỳ thủ thua cuộc được xếp chung một bảng, bảng còn lại là các kỳ thủ thắng cuộc. Kỳ thủ chiến thắng trong bảng thắng cuộc và bảng thua cuộc sẽ tranh đấu với nhau giành quyền thách đấu. Trận thách đấu sẽ diễn ra trong năm ván, người nào giành chiến thắng trong ba ván trước là thắng.
Giống như sáu giải thi đấu chính tại Nhật thì kỳ thủ có thể được phong cấp trong quá trình thi đấu của mình. Nếu giành được quyền thách đấu, sẽ được phong thất đẳng (7-dan), nếu đoạt danh hiệu sẽ là bát đẳng (8-dan), và nếu năm sau bảo vệ được danh hiệu sẽ được phong là cửu đẳng (9-dan).

## Các kỳ thủ dành danh hiệu
| Kỳ thủ           | Năm giữ danh hiệu             |
| ---------------- | ----------------------------- |
| Utaro Hashimoto  | 1962, 1971                    |
| Dogen Handa      | 1963                          |
| Fujisawa Hosai   | 1964                          |
| Kaku Takagawa    | 1965                          |
| Sakata Eio       | 1966 - 1968, 1972, 1973       |
| Hideo Otake      | 1969, 1980, 1981, 1993, 1994  |
| Shoji Hashimoto  | 1974                          |
| Rin Kaiho        | 1975                          |
| Masao Kato       | 1976 - 1979, 1983, 1987, 1997 |
| Cho Chikun       | 1982, 1988, 1989, 2005 - 2007 |
| Koichi Kobayashi | 1984 - 1986, 1999, 2000       |
| Masaki Takemiya  | 1990 - 1992                   |
| Norimoto Yoda    | 1995, 1996                    |
| Naoto Hikosaka   | 1998                          |
| O Rissei         | 2001 - 2004                   |
| Shinji Takao     | 2008                          |
| Cho U            | 2009                          |

## Thông tin khác
Việc chia thành 2 nhóm thắng-bại, cuối cùng kỳ thủ thắng của 2 nhóm đấu với nhau là ý tưởng của Hosai Fujisawa.

## Các bài viết liên quan
- Danh hiệu Thập đẳng danh dự.